# ニュートロンジャマー
ニュートロンジャマー（Neutron Jammer）、通称Nジャマーは、テレビアニメ『機動戦士ガンダムSEED』に登場する架空の兵器。

## 概要
作品制作上の事情としては、宇宙世紀におけるミノフスキー粒子の代わりとして、在来の誘導兵器や火器管制装置を無効化し、接近戦や格闘戦を得意とする人型ロボット兵器が活躍できる条件を作るための舞台装置である。また、設定を担当した森田繁は「宇宙世紀における南極条約を意識し、『SEED』では装置によって無力化される試みをした」と語っている。また、同じく設定を担当した下村敬治は「条約による制限では違反して使用される可能性が出てくるため、機械的な装置を設定した」と語っている。
なお、森田は「Nジャマーの詳細な仕組みは決定していない」とも語っている。

## 設定
プラント最高評議会議員である物理学者オーソン・ホワイトにより開発された。C.E.70年2月14日の「血のバレンタイン」で地球軍の核ミサイルによる被害に遭ったザフトは改めて核の脅威を認識し、その対抗手段としてNジャマーを実戦に投入したという。開発時期の設定は資料によって血のバレンタイン後とするもの、NジャマーそのものはMSとの併用による有視界戦闘を可能とする装置の一つとして、CE60年代から開発が行われていたとするものが存在する。また、年表においてNジャマーは「血のバレンタイン」から8日後の2月22日に「世界樹攻防戦」で初投入されたと設定されている。
Nジャマーの影響下では自由中性子の運動を阻害するフィールドが発生するとされる。その効果内ではすべての核分裂が抑制され、核ミサイルをはじめとする核分裂兵器、核分裂エンジン、原子力発電などは使用不可となる。また、副作用として電波の伝達が阻害されるため、それを利用した長距離通信は使用不可能となり、レーダーも撹乱される。これによって精密誘導兵器が使用不可能となり、戦場は再び有視界接近戦闘の時代を迎えた。ザフトではこの通信妨害効果を活用すべく、ほぼすべての艦艇にNジャマーを搭載し、戦闘時に稼動させるのが定石となっている。そして、その環境下で最も有効な新兵器としてザフトが開発したのが、モビルスーツ (MS) である。
サイズは小型から衛星までさまざまなものが存在する。本体下部には地面を掘り進むためのドリルが備えられており、着地後は自動的に地中数百メートルまで掘削して自己埋没するうえ、あらゆる遠隔操作に対するプロテクトがなされているため、敵に無力化される危険性は非常に低いうえ、打ち込んだザフトですら除去や回収は困難だという。また、Nジャマーの有効範囲は非常に広く、オペレーション・ウロボロスにおいて使用されたものは数基で地球全域を影響下に置けるほどである。しかも投下時には大量に打ち込まれており、地球連合軍は数すら把握していない。Nジャマーに内蔵された動力源には寿命があるため、効果は永久的ではないものの、軍隊を支える社会を直接攻撃する近代兵器として機能し得るものである。
プラントはこのNジャマーを背景として友好姿勢を持つ国家に対するエネルギー輸出を表明し、連合の反プラント・プロパガンダを牽制した。なお、CEの宇宙でのニュートロンジャマーの効力は地球やラグランジュのコロニー群などの人間が生活している付近に限定されている事から、それ以外のリティリアや火星圏等のような地球から見て辺境の宙域では依然として核発電や核爆弾は使用可能である。

### ニュートロンジャマー下における電力確保
Nジャマーは核攻撃抑止のために地球のみならずプラント周辺にも設置されている。しかし、プラントのコロニーは太陽光発電によってエネルギーを賄っており、管理下に置かれていた頃には地球理事国へのエネルギー輸出も行っていた。
一方、Nジャマーの影響を直撃した地球連合やその加盟国では、ガスタービンや、旧来式の石油などを用いてエネルギーを代替する方策もとられていた。
Nジャマーの散布によってCEにおける地球圏のエネルギー供給は原子力から太陽光発電へ急速に転換し、後には変換率80%のものが広く普及している。

### ニュートロンジャマー下の通信手段
Nジャマーの効力下においては電波が妨害されるため、さまざまな通信や索敵手段が代替された。
至近距離であれば電波は通じるため、通信は可能（ただ、通信対象との距離が離れると、その影響はより顕著になる）。そのため、MSにも個別にECMやECCMといった機能が付加されている。また、複数の中継装置を用いて遠隔地まで通信する方法も存在し、地上では前線の中継用としてレーダー車が用意されている。
他にも戦闘時の代替通信手段としては、赤外線やレーザー通信を用いたものも存在する。ただし、赤外線センサーは熱を放射する照明弾やフレアによる攪乱が可能であり、レーザー通信もまたチャフによって妨害される恐れがある。
Nジャマーは熱紋を阻害しないため、赤外線探知も可能である。そのため、熱紋パターンが把握できていれば、接近する特定機種の把握も可能となる。
主要な通信伝達手段としては、全世界規模で送電網を兼ねる超電導ケーブルによる有線通信が急速に普及し、情報通信と太陽光発電で得られた電力を送電するケーブル網が構築された。また、光の届く範囲であればレーザー通信も可能であるため、緊急用の救助要請は軌道上の人工衛星に対してレーザーを発振するという手段も存在する。また、携帯端末の通信では地下に埋設した通信設備を駆使し、限られた範囲で行える。このほか、量子通信はNジャマーに阻害されないため、双方向の量子ビットストリーム通信も可能である。
なお、『SEED ASTRAY』一作目の段階では、戦時下においてGPS用を含めた人工衛星は破壊されているため、代替手段として星図を用いて位置を測定する方法も用いられる描写が存在する

### ニュートロンジャマーの応用
Nジャマーは上述のように核兵器・原子力発電の抑制や、通信手段の妨害が主な用途となる。だが、地球連合軍では地球における「サイクロプス」の利用に際し、Nジャマーの持つ電磁波の妨害作用を利用し、マイクロ波の放射範囲を制限することでその効果範囲をコントロールすることに成功している。
MSに積載可能なサイズのNジャマーも存在する。

### 背景設定における動向
公式年表においては 地球連合軍がユニウスセブンに核ミサイルを打ち込んだ「血のバレンタイン事件」の報復として、ザフトがC.E.70年4月1日に、オペレーション・ウロボロスの発動により地球全土に撃ち込んだとされている。
これによる作中世界の影響は文献によって一定ではなく、吉野弘幸を中心に製作された公式年表においては地球連合国家に未曾有のエネルギー危機と情報網の寸断を引き起こしたとされている(エイプリル・フール・クライシス)。一方で、外伝作品においては当時の地球側のあらゆる産業は麻痺、社会システムは崩壊寸前にまで追い込まれ、電波通信の阻害効果は軍事的政治的な通信はおろか一般生活に関係する電波通信をも阻害されるという未曾有の危機となったとされている。また、当時、オペレーション・ウロボロスによってエイプリール・フール・クライシスと同時にザフトの地球本土への侵攻を受けていた地球連合は、エネルギー危機の解決よりザフトへの対抗を重視した事もあり。一連の「エイプリル・フール・クライシス」によって、地球連合国家においてはおよそ10億人の餓死者が発生している（設定上、「アフリカ共同体」、「汎ムスリム会議」、「大洋州連合」は親プラント国家であり、中立国の一つであるオーブ連合首長国の場合は火山からの地熱発電によってエネルギー自給を行っている。その他にもCE71年の段階ではスカンジナビア王国、赤道連合といった中立国も存在する。ニュートロンジャマー投下における被害を主に受けた国家および地域の詳細な分布は本編16話で判明し、スカンジナビア半島先端、東南アジア周辺に多数、オーストラリア大陸上に3つなど、親プラント中立関係なく落着している様が見て取れる）。

### 作中での描写
アニメーション作品『機動戦士ガンダムSEED』第1話、第9話においてはナスカ級艦ヴェサリウスによって電波妨害が発生した描写が確認できる。第14話においてはプラントにおいて出された報復核攻撃の提案を核戦争による地球・プラント双方の絶滅を招くものとしてアイリーン・カナーバが却下し、核のみを封じるNジャマーの投下を代替案として挙げた所にタッド・エルスマンが地球経済への影響を指摘、エザリア・ジュールが投下を首肯している。また同話の次シーンでは、地球のエネルギーが停止した結果道路で焚き火を燃やし暖を取る市民と、その脇にボロボロになって転がる死者、明かりが消え廃墟となった摩天楼が描かれた。また、第16話においてはアークエンジェルのクルー間でその概要が語られたほか、アークエンジェルに所在するサイが同艦がニュートロンジャマーを展開可能な旨を示唆している。第24話においては、孤島に遭難したアスランとカガリが救難を呼ぶ際、Nジャマーの電波妨害によって難航する場面もみられた。

## ニュートロンジャマーキャンセラー
NJC、Nジャマーキャンセラーとも表記される。Nジャマーの影響を打ち消す装置としてザフト自身が開発した。稼動するとNジャマーによって阻害されていた自由中性子の運動が活発となり、その環境化においても核分裂反応が引き起こせるとされる。
元々はニュートロンジャマーが完成した時点で開発されたもので、将来的な宇宙開発のための装置として作られた。有効範囲は搭載機によって宙域ごとの適用から、機体のみの適用例が存在し、その効果は仕様によって異なる。Nジャマーキャンセラーの核搭載機に接触ないし接近すれば核エンジンを稼働させる事が出来る。ただし、影響を打ち消すのはあくまで核分裂の抑制に留まるため、Nジャマーによって引き起こされる電波妨害は依然として存在する。
なお、製造にはベースマテリアルとなる特殊な物質を必要とする。このベースマテリアルは地球でも産出されるが、『機動戦士ガンダムSEED C.E.73 Δ ASTRAY』では火星においてその大鉱脈が新たに発見された。
このNジャマーキャンセラー製造技術を入手した大西洋連邦は第一次大戦後それを独占し、政治的カードとして活用している。その一方、プレア・レヴェリーから託されたカナード・パルスによって、マルキオ導師の元にもNジャマーキャンセラーの製造技術が渡っている。
備考
設定を担当した森田繁は、インタビューにおいて作品のストーリー展開における戦闘力のインフレと、核兵器が使用可能になった事による危機を演出するための舞台装置として作られたものであると説明している。また、同じく設定制作に参加した下村敬冶は書籍記事において、ニュートロンジャマーキャンセラーはザフトにおいてGAT-Xシリーズ鹵獲以前から存在したものと語っている。
劇中での動向
『機動戦士ガンダムSEED』第34～36話にかけてフリーダムガンダムに搭載された装置として初登場。その後、第46話においてラウ・ル・クルーゼの手により、意図的に漏洩されたデータがムルタ・アズラエルの手に渡る。第47話（リマスター版第45話）においては、NJキャンセラーを利用し地球のエネルギー危機を解決すべきとする意見が他の地球連合の高官からも出されているが、ムルタ・アズラエルによって核攻撃の決定へと押し切られ、作中における戦争で使用された。
ゲーム作品において
作品による違いはあるものの『SDガンダム GGENERATION』シリーズが「他のアビリティ（フェイズシフト装甲など）やオプションパーツによるエネルギー消費を無効にする」、『スーパーロボット大戦シリーズ』シリーズが「ターン開始時のエネルギーの回復量を引き上げる」といった形でそれぞれ設定され、エネルギー切れを起こさないという設定を再現している。
ニュートロンジャマーキャンセラー搭載MS
- CAT-X1/3 ハイペリオン1号機（機体外部への後付け）
- GAT-SO2R NダガーN
- GAT-X207SR ネロブリッツ
- GSF-YAM01 デルタアストレイ
- LN-ZGMF-X13A ニクスプロヴィデンス
- MVF-X08R2 エクリプス2号機
- RGX-04+11 プロトセイバー+11
- YMF-X000A ドレッドノート
- YMF-X000A/Η ドレッドノートイータ
- ZGMF-X09A ジャスティス
- ZGMF-X10A フリーダム
- ZGMF-X11A リジェネレイト
- ZGMF-X12A テスタメント
- ZGMF-X13A プロヴィデンス
- ZGMF-X19A インフィニットジャスティス
- ZGMF-X20A ストライクフリーダム
- ZGMF-X42S デスティニー
- ZGMF-X42S-REVOLUTION ハイネ専用デスティニー
- ZGMF-X666S レジェンド
- ZGMF-X999A ザク量産試作型
- ZGMF-X3000Q プロヴィデンスザク

ニュートロンジャマーキャンセラー搭載MA
- TSX-MA717/ZD ペルグランデ

## ニュートロンスタンピーダー
『機動戦士ガンダムSEED DESTINY』に登場。
中性子の運動を暴走させ強制的に核分裂を起こす装置で、有効半径内に存在する核弾頭をその場で起爆させる事が出来、さらにはフリーダムをはじめとする核エンジン搭載MSの原子炉を暴走させることも可能。ただし、使用は無重力下でのみと限定されている。
ナスカ級高速戦闘艦を改装して装備し照射を行う。ただし、システムを構成する6対、計12枚のブレード状の電磁波放射装置「量子フレネル」は1度の使用で焼き切れてしまい搭載した艦も機能停止に陥るため、複数回連続使用は不可能である。また、照射範囲も限定される。なお、放出された電磁波そのものには直接的殺傷力は無い。
ニュートロンジャマーキャンセラーと同じくコア部分に特殊なレアメタルであるベースマテリアルが必須だが、ニュートロンジャマーキャンセラーと比較してもニュートロンスタンピーダーに使用されるベースマテリアルは膨大である。大西洋連邦と違いベースマテリアルの新規供給源を持たないプラントは、隠匿していた核動力MS、ザク量産試作型計47機のニュートロンジャマーキャンセラーを解体して、コア部からベースマテリアルを抽出しこれの開発に充てた。
備考
核兵器が使えない世界を描くために造った設定であるニュートロンジャマーが、Nジャマーキャンセラーによって無効になってしまったため、新たな核封印のために設定された背景がある。
作中での動向
第9話にて地球連合軍の核攻撃部隊「クルセイダーズ」所属のMS「ウィンダム（マルチランチャーパック搭載型）」複数機が、搭載したMk5 戦術核ミサイルでプラントのコロニーに対して攻撃を行った際、ザフトがニュートロンスタンピーダーを迎撃に使用した。
これにより、発射された核ミサイルは全て誘爆を起こし破壊され、ウィンダムやその母艦など「クルセイダーズ」も、発射せずにいたものや所属艦が格納していたものも一斉に誘爆したため全滅した。ただし、実際には上記の通りザフト側もようやく1隻に装備できただけであり、もし仮に奇襲部隊が2段階以上に分けて攻撃を行っていれば核は防げなかったというギリギリの状況であった。この後、地球連合軍はうかつに核兵器を使用する事が出来なくなっている。